# 548
Cette page concerne l'année 548  du calendrier julien. Pour l'année 548 av. J.-C., voir 548 av. J.-C.
L'année 548 est une année bissextile qui commence un mercredi.

## Événements
- Février-Mars : importantes réparations du barrage de Ma'rib au Yémen attestées par une inscription, sous le règne du roi Abraha[1] (parfois datée de 549[2]).
- 11 avril : Judicatum du pape Vigile qui condamne les trois chapitres de 543. Rupture de Byzance avec Rome[3].
- 19 avril : l'église de San Vitale à Ravenne est consacrée par l'évêque Maximien[4].
- Printemps, Afrique : bataille des champs de Caton[5]. Pacification de l'Afrique par Jean Troglita et ses alliés berbères.
- Juin : Bélisaire demande son rappel d'Italie[6]. Il estime que Justinien lui refuse les moyens nécessaires pour résister aux Ostrogoths. Cela correspond au début d'une offensive du roi Totila qui en cinq ans reprend aux Byzantins la Sardaigne, la Corse et une partie de la Sicile.
- Été : Totila échoue devant Pérouse, puis assiège et prend la forteresse de Rossano en Calabre[7]. Théodora fait remplacer Bélisaire par son favori l’eunuque Narsès. Après le départ de Bélisaire, les forces impériales en Italie sont en désarroi.
- 10 décembre : début du siège du palais impérial de Jianye (Nankin) par les troupes du général Hou Jing (en), un Toba du Nord entré au service des Liang du Sud, qui a pris  la tête d'une révolte contre ses maîtres[8].

- Thibaut, âgé de treize ans, devient roi d’Austrasie[9] avec le soutien des dignitaires du royaume.
- Assassinat (lapidation) du receveur du fisc Parthénius à Trèves après le décès de Thibert d'Austrasie[10].
- Raid des Sklavènes (slaves) en Illyricum jusqu'à Dyrrachium[11].
- Sandilkh, roi des Huns Outourgour, allié de l’empereur Justinien, écrase ses rivaux les Koutrigour[12].

## Naissances en 548
- Suliac, évangélisateur gallois.

## Décès en 548
- 28 juin[13] : Théodora, épouse de l'empereur de Byzance Justinien.

- Carcasan, chef berbère.
- Ghévond, catholicos de l'Église apostolique arménienne.
- Thibert Ier, roi des Francs[9].
- Theudis, roi des Wisigoths[14].